# Dandy
Pour les articles homonymes, voir Dandy (homonymie).

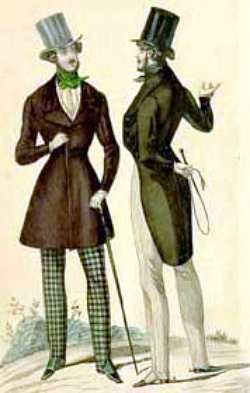
Dandys parisiens des années 1830.

Un dandy est un homme se voulant élégant et raffiné, se réclamant du dandysme, courant de mode et de société venant de l'Angleterre de la fin du XVIIIe siècle, mais aussi d'une affectation de l'esprit et de l'impertinence.

## Étymologie et évolution du sens

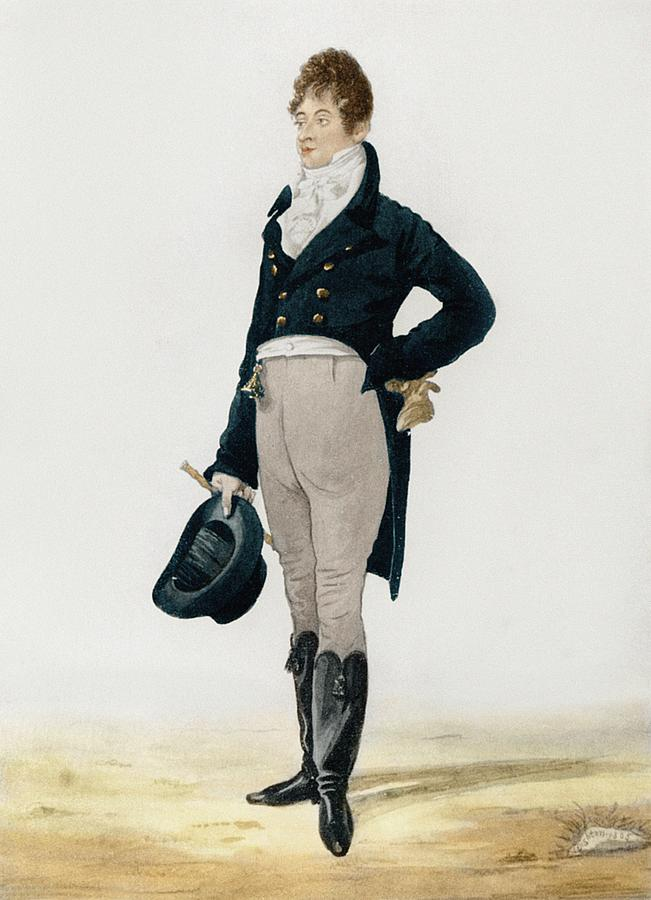
Caricature de Brummell par Richard Dighton, 1805.

L'origine du mot est obscure mais pourrait remonter à la Renaissance et à Rabelais (sous sa forme « dandin ») avant de passer par Molière (Georges Dandin) et partir en Angleterre.
Le terme d'excentricité, défini comme une manière d'être, notamment dans l'habillement et l'apparence, qui rompt totalement avec la règle du commun des hommes, a commencé à s'appliquer au comportement humain dans les années 1780 ; parallèlement, le mot dandy apparaît vers la fin du XVIIIe siècle — en Angleterre —, se distinguant de l'excentricité car il « joue avec la règle » mais la respecte encore : dans les années précédant la révolution américaine, le premier couplet et refrain de la chanson Yankee Doodle tourne en dérision la pauvreté et les manières vulgaires des colons américains, suggérant qu'un Américain moyen possédant un simple poney et un vêtement orné pouvait être qualifié de « dandy » par rapport à ses compatriotes, suggérant aussi qu'un beau cheval et des vêtements à galons d'or permettaient de distinguer le macaroni anglais (appelé en France l’« élégant » ou le « merveilleux »).
Une autre origine possible est le dandy prat, pièce de monnaie de peu de valeur utilisée au XVIe siècle sous Henri VIII, terme s'appliquant par la suite aux jeunes hommes médiocres mais qui veulent briller par leur habillement. D'autres origines sont aussi évoquées, comme le terme français dandin, ou ceux anglais dandle (se dandiner), dandelion, voire le prénom Andrew.
Selon le biographe d'Oscar Wilde, Daniel Salvatore Schiffer, le mot dandy date d'environ 1780 : dans une ballade écossaise anonyme est mentionné un jeune homme efféminé surnommé Andrew (diminutif Andy), « coq du village » raillé par la population notamment lorsqu'il se dandine derrière une jeune fille (« Andy is dandeling »). Dandy serait donc un mot-valise formé à partir du verbe « dandle » et d'« Andy », désignant dans la région frontalière entre l'Angleterre et l'Écosse (Border ballad) de jeunes gens qui fréquentaient l'église ou la foire annuelle dans une tenue excentrique. Ce mot à la mode fut adopté vers 1813-1819 à Londres pendant les guerres napoléoniennes à propos du fashionable (en), « élégant » suivant la mode (le représentant type est George Brummell), le dandy se différenciant parfois en créant lui-même la mode et un certain mépris du savoir-vivre. Ce terme apparaît ensuite en France qui connaît une vague d'anglomanie sous la Restauration, comme l'atteste l'apparition de mots liés à la mode : fashion, snob, smart, select. Dans le slang de l'époque, un « dandy » se différencie d'un « Fop (en) » par une robe plus raffinée et sobre.
Au XIXe siècle, il prédomine chez le romantique français voulant être « reconnu » dans la société (Stendhal, Eugène Sue voire Baudelaire, poètes de la Jeunes-France). Alors qu'il devient nettement péjoratif chez Littré qui le définit comme un « homme recherché dans sa toilette et exagérant les modes jusqu'au ridicule », certains écrivains comme Baudelaire, Barbey d'Aurevilly ou Villiers de l'Isle Adam privilégient son sens esthétique et spirituel à celui de l'élégance vestimentaire, bien que ce dernier sens reste courant à toute époque.
Plusieurs théoriciens du dandysme l'ont pensé, tel l'écrivain français Jules Barbey d'Aurevilly.
Au XXIe siècle, le mot dandy est un adjectif badin, souvent sarcastique pour signifier « beau ». Lorsqu'il est utilisé sous la forme d'un substantif, il se réfère à un homme à l'apparence soignée et bien habillé, plus souvent à un homme narcissique.

## Description du dandy et théorisation du dandysme
Cultivant l'élégance, la finesse et l'originalité, le style « dandy » s'attache principalement au langage et à la tenue vestimentaire.
La définition d'un dandy pourrait être « homme à l'allure précieuse, originale et recherchée, et au langage choisi ». Mais le dandysme n'est pas une esthétique fixée : il peut être protéiforme, et le dandysme d'un George Brummell, souvent considéré comme originel, est très différent du dandysme d'un Oscar Wilde.

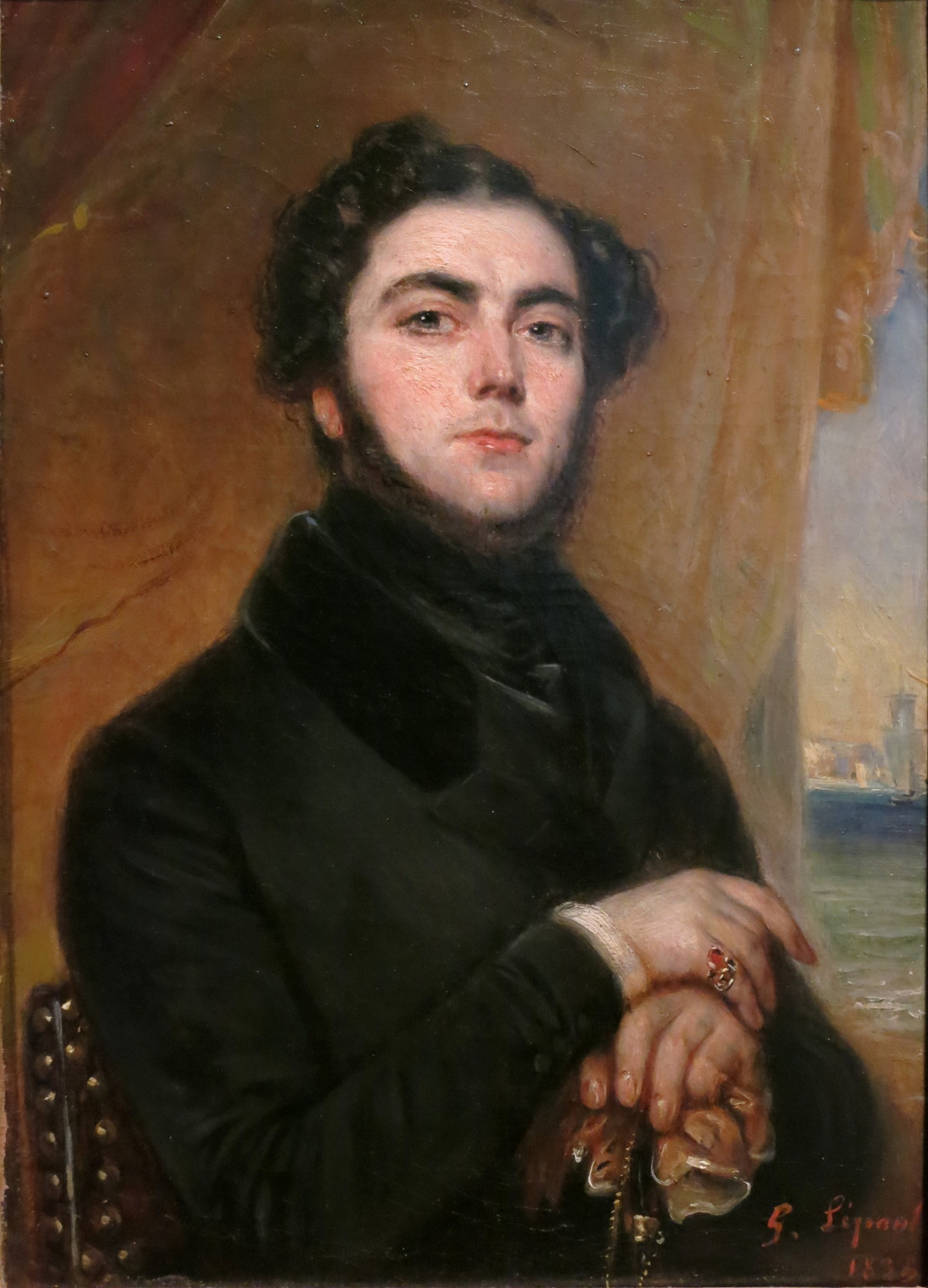
Eugène Sue en 1837 par François-Gabriel Lépaulle.

Dans sa biographie d’Eugène Sue, dont les camarades de collège moquaient l’élégance en le surnommant « le Beau-Süe », Jean-Louis Bory propose un historique du dandysme : « Le petit marquis talons rouges de Louis XIV, devenu le roué de la Régence, devenu le petit maître style Louis XV, devenu le mirliflore de l'époque Louis XVI, devenu le muscadin de Thermidor, devenu l'incroyable du Directoire, est devenu le fashionable de la Restauration, qui devient […] le « lion » de la monarchie de Juillet, qui va devenir le gandin du Second Empire, contemporain de la biche et du daim (affligeante zoologie, successeurs minuscules, caricatures abâtardies, imitations essoufflées du lion) qui deviendra, de dégénérescence en dégénérescence, le gommeux, le cocodès, le petit crevé de la Troisième République, le « swing » et le « zazou » de Vichy et de l'occupation Allemande »…
Plus loin, il en dépeint l’attitude, expliquant en quoi il se différencie du « lion » dans les années 1830 : « Brummell est dieu, d'Orsay est son prophète. On se sent, on se veut à ce point différent et au-dessus des autres que choses et gens n'existent plus. Le dandy ne les voit plus, il n'en est plus, il ne peut plus en être touché. Être surpris, admirer, c'est se reconnaître inférieur. D'où le flegme, cette armure glaciale. Et pour seules attitudes possibles l'ennui, ou les attitudes qui traduisent un mouvement (quand on daigne se mouvoir) du haut vers le bas, condescendantes : le mépris gourmé, la politesse, qui se doit d'être irréprochable, et les différentes formes d'ironie qui vont de la plaisanterie entre pairs, l'humour, jusqu'à (puisqu'elle s'unit au dédain de plaire) l'insolence la plus cinglante […] Seul point, peut-être, sur lequel on se sépare, mais subtilement du dieu Brummell : « la convenance exquise ». Brummell était à ce point certain que rien de commun ne pouvait exister entre lui et les autres, qu'il n'était même plus besoin qu'il s'en distingue : un homme bien mis ne doit pas être remarqué. Le pur dandy partage ce point de vue, le lion non. Il préfère une toilette recherchée, voire fracassante : cannes « étourdissantes » chères à Balzac, monocles carrés, redingotes balayeuses, gilets pharamineux. Et les inévitables gants jaunes ».
Selon lui, la psychologie du dandy oscille entre frivolité arrogante et révolte contre l’ordre bourgeois : « C'est, on en convient, accorder beaucoup d'importance à sa petite personne. Ce cancer de la self-respectability conduit le dandy, prétend Balzac, à devenir « un meuble de boudoir, un mécanisme extrêmement ingénieux, mais un être pensant, jamais ». C'est se montrer trop sensible aux apparences, et confondre une impassibilité proche, en effet, de celle d'un objet avec le néant. […] Mais chez quelques-uns d'entre eux (ceux qui intéresseront Balzac : les Marsay, les Rastignac, les Trailles), il y a des griffes quelque part. Le dandysme est autre chose qu'une affectation imbécile. C'est une morale. Mieux : c'est une arme. […] Pareille haine pour la morale épicière. Pareille volupté secrète de se sentir membre d'une élite, dispensé de cette morale, hors la loi commune, au-dessus d'elle. Le dandysme est la manifestation extérieure (volontairement désinvolte puisque cette désinvolture participe de l'arsenal belliqueux) d'une opposition profonde aux contemporains ; la transposition d'un héroïsme révolutionnaire sur le plan, apparemment frivole, d'une activité éphémère — puisque la mode change sans cesse — et violemment moderne — puisque la mode se confond avec la plus fine pointe du présent. Double façon (par l'éphémère et le moderne) de fracasser élégamment le sérieux des autres qui s'appuie sur le durable, et, par conséquent, sur le passé ».

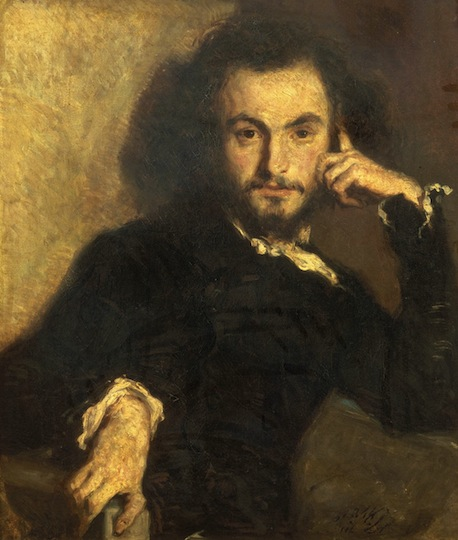
Baudelaire en 1844 par Émile Deroy.

Le dandysme constitue aussi une métaphysique, un rapport particulier à la question de l'être et du paraître, ainsi qu'à la modernité. De nombreux auteurs, la plupart du temps eux-mêmes des dandys, se sont interrogés sur son sens. Ainsi, dans un contexte de décadence, Baudelaire identifie le dandysme comme le « dernier acte d'héroïsme » possible, recherche de distinction et de noblesse, d'une aristeia de l'apparence :

« Le Dandy doit aspirer à être sublime sans interruption, il doit vivre et dormir devant un miroir »

— Baudelaire, Mon cœur mis à nu
Identifié, souvent à tort, comme une simple frivolité, le dandysme, au contraire, se pense par ses pratiquants, surtout au XIXe siècle, comme une ascèse et une discipline extrêmement rigide et exigeante. Ainsi, toujours selon Baudelaire : « Le mot dandy implique une quintessence de caractère et une intelligence subtile de tout le mécanisme moral de ce monde ».

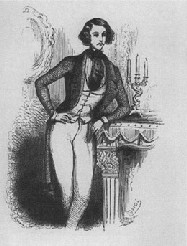
Henri de Marsay, par Bertall.

Le dandysme constitue un jeu permanent sur l'être et le paraître qui explique que l'on ne distingue pas véritablement les dandys de chair de ceux de papier.
Dans les romans de La Comédie humaine, Honoré de Balzac a présenté toute la gamme des dandies dont les représentants les plus caractéristiques sont Henri de Marsay : « […] le jeune comte entra vigoureusement dans le sentier périlleux et coûteux du dandysme. Il eut cinq chevaux, il fut modéré : de Marsay en avait quatorze » ou Maxime de Trailles : « Monsieur de Trailles, la fleur du dandysme de ce temps là, jouissait d'une immense réputation ».
Dans la vie réelle, Balzac avait une grande admiration pour le « dandy-lion » Charles Lautour-Mézeray, journaliste et mondain, qui lui a servi de modèle pour le personnage d'Émile Blondet. Il a en outre donné de nombreuses interprétations sur la notion de dandysme dans des articles parus dans La Mode et dans son Traité de la vie élégante, 1830. Le dandy le plus connu était George Brummell, dit le « beau Brummell ». C'était un courtisan qui fréquentait la cour d'Angleterre. Ses héritiers sont notamment Barbey d'Aurevilly, Oscar Wilde, Robert de Montesquiou, Paul Bourget ou Baudelaire en France.
Le dandysme suppose un caractère personnel très altier, élégant, raffiné, voire arrogant, et il est une idée très répandue d'estimer que le dandysme perdure de nos jours par cette forme. Mais il s'agit là plus de l’« esprit dandy » que de dandysme véritable, le mouvement comprenant en sa définition même son caractère autodestructeur.
Souvent assimilé au snobisme, le dandysme en est pourtant différent puisque le snob et le dandy hiérarchisent de façon inverse la personne et le groupe[citation nécessaire].

## Dandys célèbres

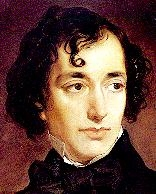
Benjamin Disraeli, Premier ministre du Royaume-Uni (1804-1881).
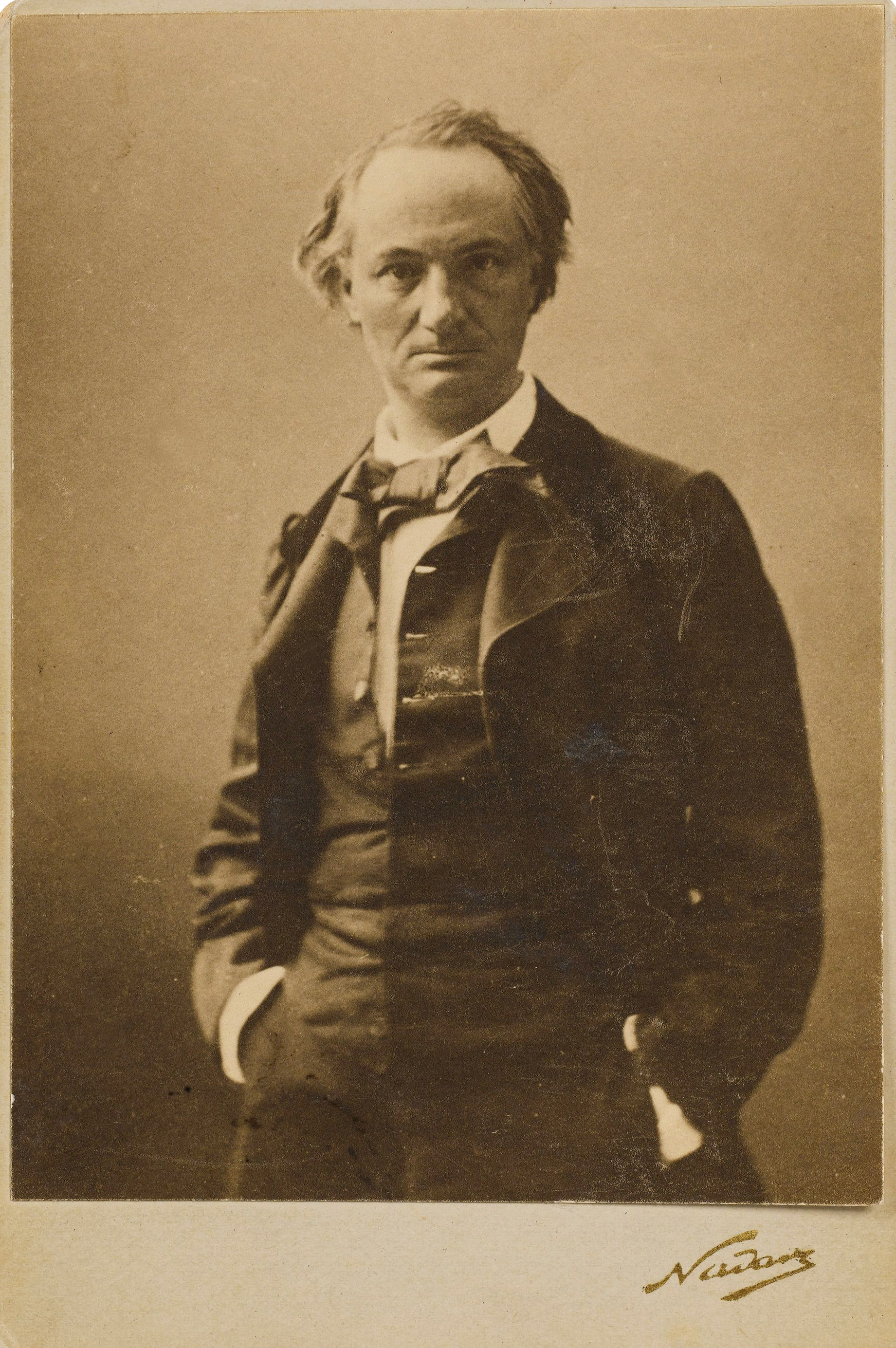
Charles Baudelaire, poète français (1821-1867).
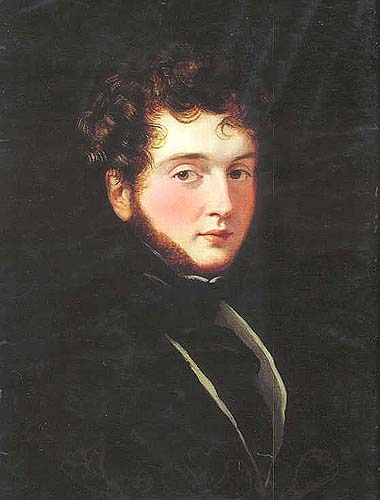
Alfred Guillaume Gabriel d'Orsay, comte d'Orsay (1801-1852).
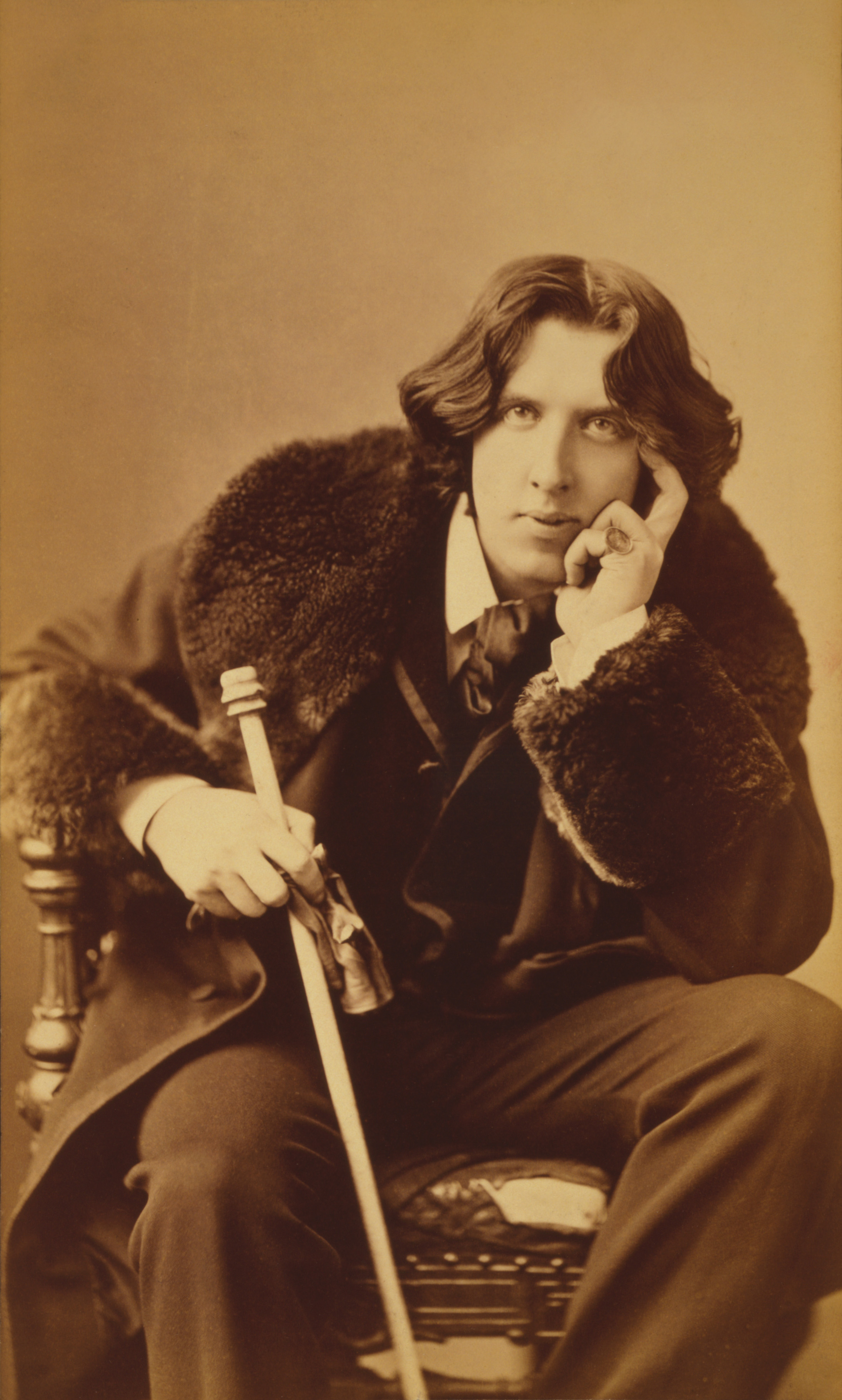
Oscar Wilde, écrivain irlandais (1854-1900).
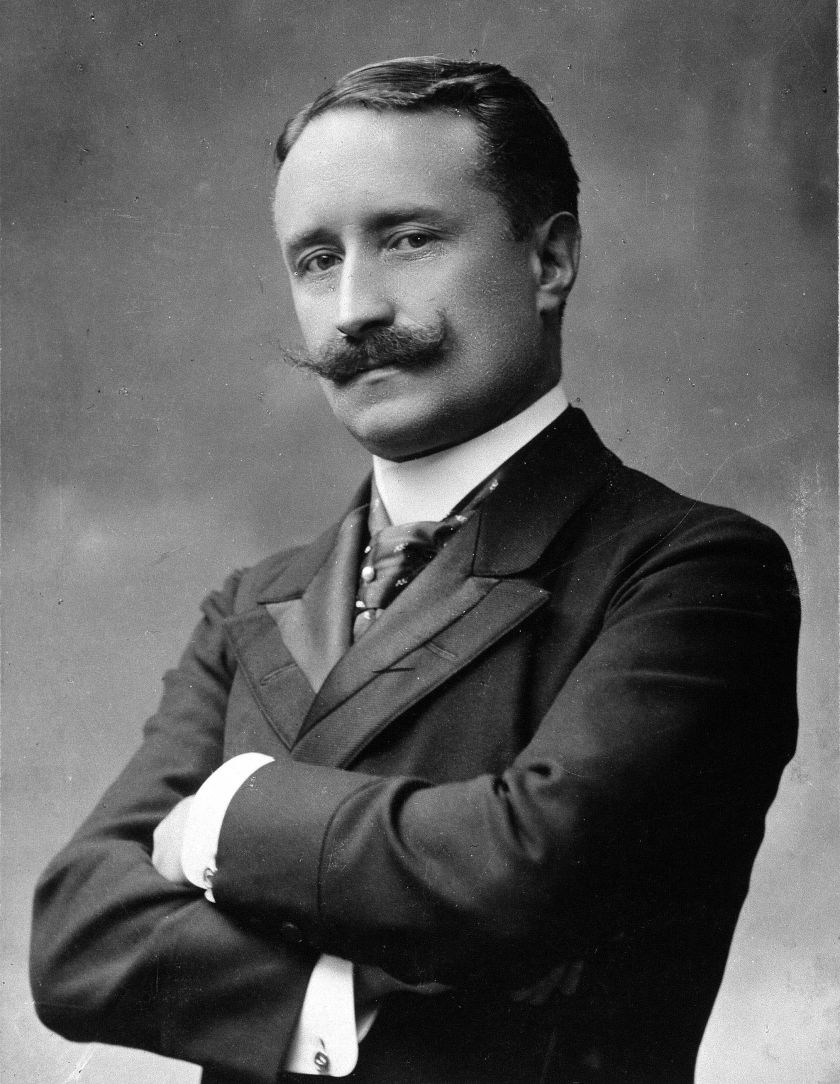
Paul Deschanel, écrivain et président de la République française (1855-1922).
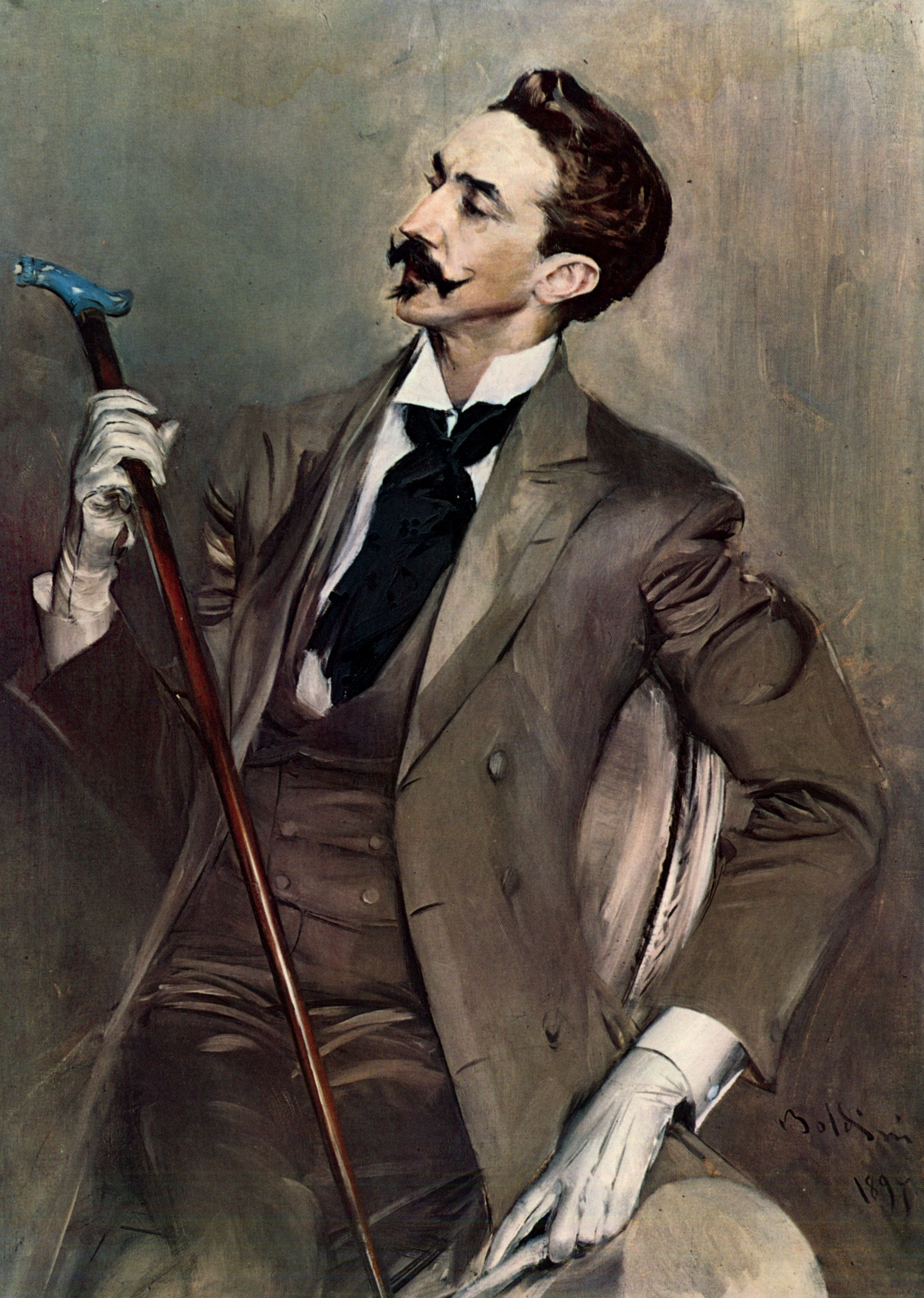
Robert de Montesquiou (1855-1921).

- George Brummell, dit « beau Brummell » (1778-1840)[2],[22],[23]
- Lord Byron (1788-1824)[23]
- Eugène Delacroix (1798-1863)
- Paul Deschanel (1855-1922)
- Charles Lautour-Mézeray (1801-1861)
- Alfred de Musset (1810-1857)[11]
- Jacques d'Adelswärd-Fersen (1880-1923)
- Jules Barbey d'Aurevilly (1808-1889)[24],[23]
- Villiers de l'Isle Adam (1838-1889)
- Robert de Montesquiou-Fézensac (1855-1921)[23]
- Henri Farge (1884-1970)
- Paul Bourget (1852-1935)
- Alfred d'Orsay (1801-1852)
- Édouard Manet (1832-1883)[10]
- Charles Haas (1833-1902)
- Hélie de Talleyrand-Périgord, dit « Hély » de Talleyrand-Périgord (1859-1937)
- Gabriele D'Annunzio (1863-1938)
- Boni de Castellane (1867-1932)
- Sacha Guitry (1885-1957)[11]
- Jean Cocteau (1889-1963)[11]
- Pierre Drieu la Rochelle (1893-1945)[23]
- Charles de Beistegui (1895-1970)
- Antoine de Saint-Exupéry (1900-1944)[11]
- Emil Cioran (1911-1995)[10]
- Alexis de Redé (1922-2004)
- Andy Warhol (1928-1987)[10]
- Jacques de Bascher (1951-1989)[25]
- David Bowie (1947-2016)[22],[26]
- Pete Doherty (1979-)[23]
- Harry Styles (1994-)[27]

## Le dandy au féminin
Certaines femmes, notamment à partir du XXe siècle, sont considérées comme dandys, telles Colette (1873-1954), Coco Chanel (1883-1971), Marlene Dietrich (1901-1992), Greta Garbo (1905-1990), Audrey Hepburn (1929-1993), Françoise Sagan (1935-2004), Glenn Close (1947-) ou Grace Jones (1948-),. Mais dès le siècle précédent, George Sand (1804-1876), Sarah Bernhardt (1844-1923) peuvent être considérées comme dandy.